# Буден, Винко
Винко Буден (хорв. Vinko Buden; 18 января 1986 года, Загреб) — хорватский футболист.

## Карьера
Воспитанник команды "Загреб". За свою карьеру больше всего времени провел в команде "Лучко". В элитной Первой хорватской лиге Буден также играл за "Интер" (Запрешич). В дальнейшем игрок выступал в чемпионатах Албании, Кипра, Словении и Румынии.
В конце июля 2010 года хорват перешел в российский клуб первого дивизиона "Балтика" (Калининград). Всего за "моряков" хорват провел в первенстве 11 матчей. В последнее время Буден играет за загребские команды из низших хорватских лигах.